# Kia Pegas

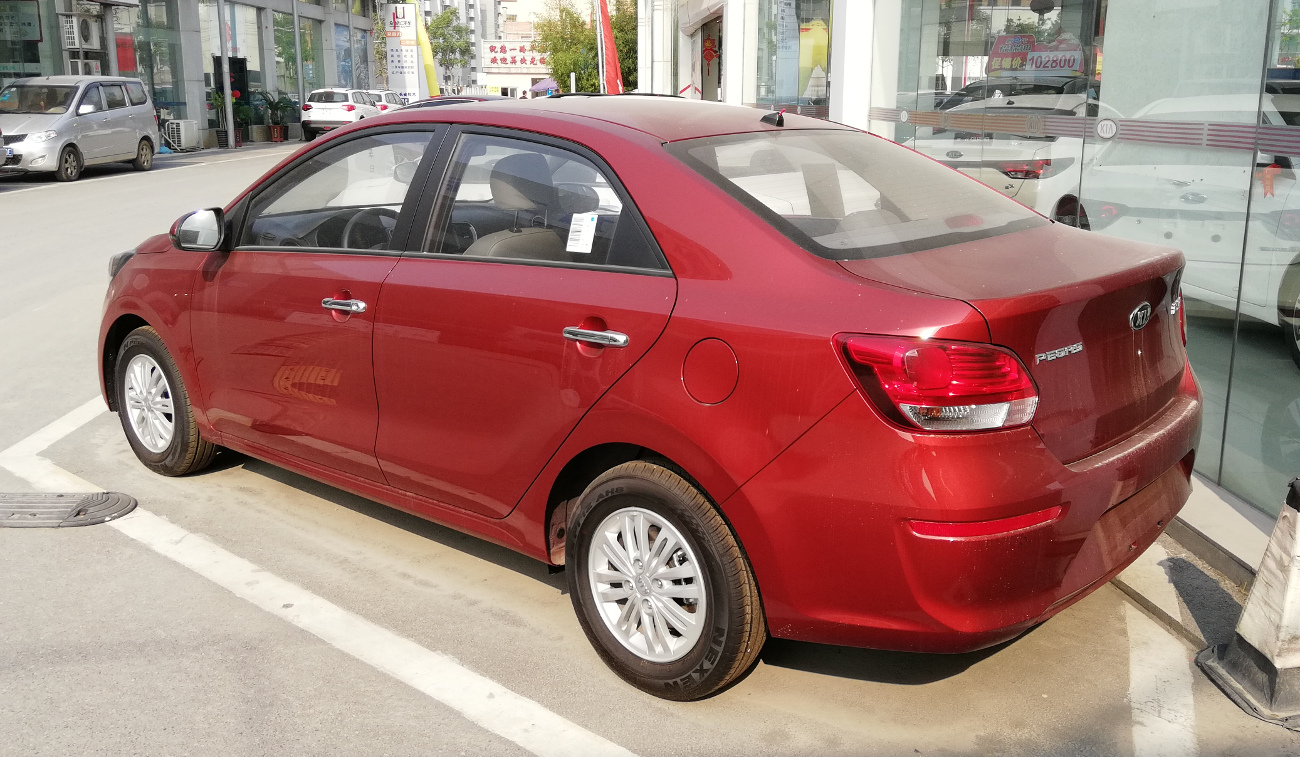
Heckansicht

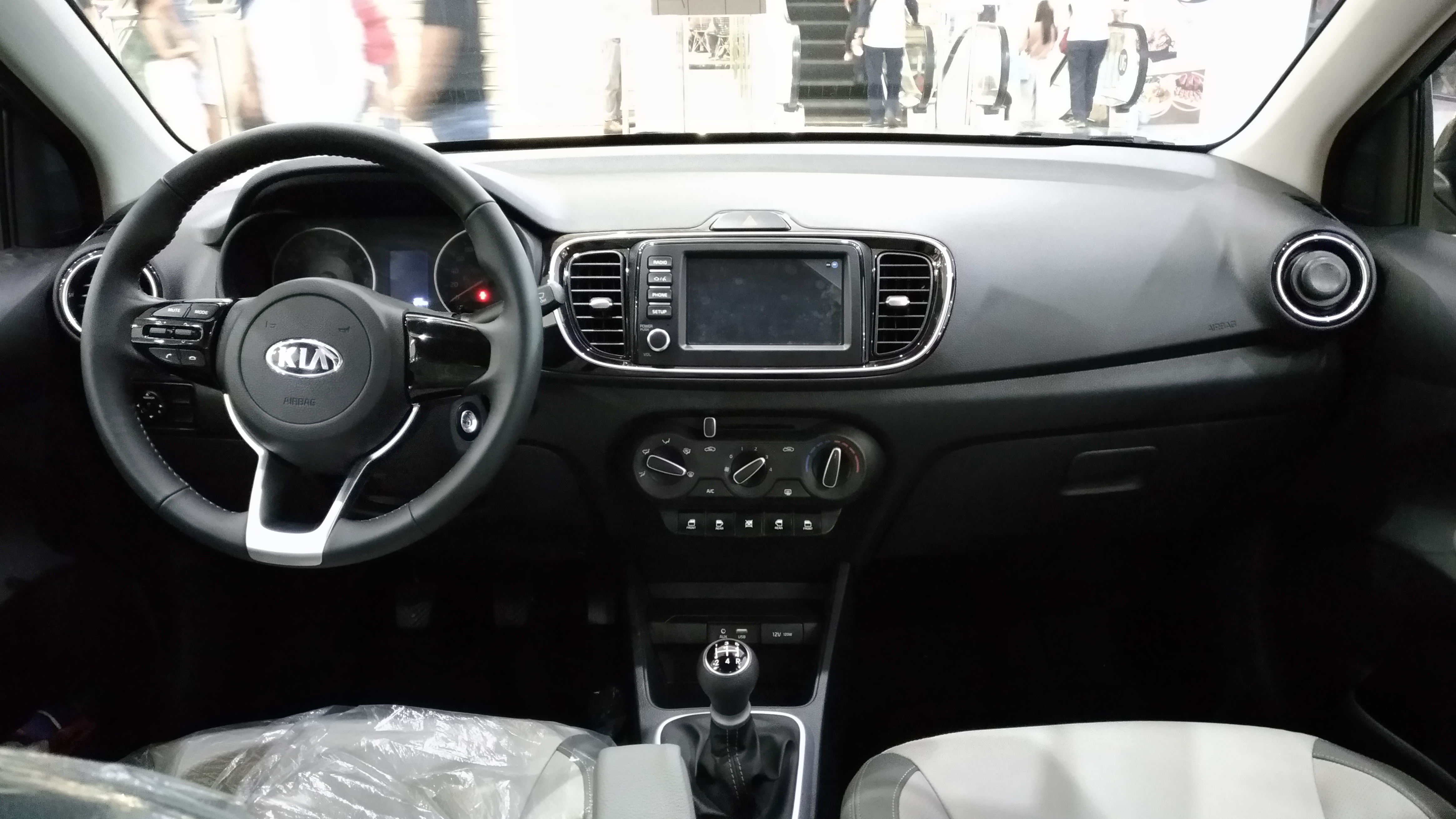
Innenansicht

Der Kia Pegas ist eine Limousine von Dongfeng Yueda Kia Motors, die als Kia in China, im nahen Osten und in Südamerika (dort als Kia Soluto) verkauft wird.

## Geschichte
Auf der Shanghai Auto Show im April 2017 präsentierte der Hersteller das unterhalb des Kia K2 positionierte Fahrzeug. Im August 2017 kam es in China auf den Markt. Die technische Basis teilt sich der Wagen mit dem Hyundai Reina.

## Technische Daten
Angetrieben wird die Limousine von einem 1,4-Liter-Ottomotor. Serienmäßig ist ein 5-Gang-Schaltgetriebe verfügbar, gegen Aufpreis ist ein 4-Stufen-Automatikgetriebe erhältlich.
| Kenngrößen                                  | 1.4                          |
| Bauzeitraum                                 | seit 08/2017                 |
| Motorkenndaten                              |                              |
| Motortyp                                    | R4-Ottomotor                 |
| Motoraufladung                              | —                            |
| Hubraum                                     | 1368 cm³                     |
| max. Leistung                               | 70 kW (95 PS) bei 6300/min   |
| max. Drehmoment                             | 132 Nm bei 4000/min          |
| Kraftübertragung                            |                              |
| Antrieb, serienmäßig                        | Vorderradantrieb             |
| Getriebe, serienmäßig                       | 5-Gang-Schaltgetriebe        |
| Getriebe, optional                          | (4-Stufen-Automatikgetriebe) |
| Messwerte                                   |                              |
| Höchstgeschwindigkeit                       | 170 km/h                     |
| Beschleunigung, 0–100 km/h                  | k. A.                        |
| Kraftstoffverbrauch auf 100 km (kombiniert) | 5,2 l Super (5,7 l Super)    |
| Tankinhalt                                  | 43 l                         |

* Werte in runden Klammern gelten für Modelle mit optionalem Getriebe.